# Papež Gelazij II.
Gelazij, papež, benediktinec, * pred 1058, Gaeta, Capuanska vojvodina (Sveto rimsko cesarstvo), † 29. januar Cluny (Burgundija, Francija).

## Življenjepis
Giovanni Coniulo, čigar volitveni dan je prinesel s seboj toliko strahu, je pripadal plemiški rodbini Krescenti (Crescenti), družini Coniulo iz Gaete in ga imenujejo po njegovem rojstnem kraju Gaeti kar Janez Gaetanski. Rodil se je vsekakor pred letom 1058. Drugi viri navajajo poznejše letnice rojstva, od 1060 vse do 1064. Še kot otroka sta ga mati in stric – oče je takrat že bil mrtev – darovala na Monte Cassino, kjer ga je sprejel znameniti  opat Deziderij. Usposabljali so ga sposobni učitelji in on je sprejemal tisto omiko, ki se je pokazala ne le v številnih »Življenjih svetnikov«, ki jih je pisal med bivanjem v samostanu, ampak tudi v delovanju v papeški pisarni. Na ta pomemben oddelek ga je poklical papež Urban , ki ga je pripeljal iz njegovega ljubljenega doma v samostanu. Tja je prišel po nekaterih virih že 23. avgusta 1088 – gotovo pa je bil v Rimu 1089. 

Janez je bil zvest sodelavec tudi Pashalu; v spornih vprašanjih pa se je vedno držal zlate sredine. 

## Papež
Komaj je Pashal zatisnil oči, je bil Rim vse prej kot miren. Del mestne uprave je bil v rokah stranke sovražne do papežev. Večji del mesta pa je bil vsekakor v rokah lojalnih. zvestih sil. Da bi se izognili vpletanju cesarja v volitve, je portojski škof Peter takoj sprejel potrebne ukrepe za volitev novega papeža. Arhidiakona in kanclerja Janeza Gaetskega, ki je v tem času bival na Monte Cassinu, je takoj poklical v Rim. 24. januarja 1118, po predpisanih treh dneh od Pashalove smrti, so se zbrali v samostanu znanemu kot Palladium – kjer danes stoji cerkvica sv. Sebastijana alla Polveria –  štirje od sedmih kardinalov-škofov, sedemindvajset od osemindvajsetih kardinalov-duhovnikov, osemnajst kardinalov-diakonov, številna nižja duhovščina in nekaj senatorjev in konzulov. Ta stavba, ki ni daleč od Palatina, niti ne prav daleč od Titovega slavoloka, pripada Rimski kuriji. To je bilo priljubljeno mesto srečanj, ker je stalo sredi antičnih spomenikov. Po kratki razpravi so enodušno izvolili istega dne papeškega kanclerja Janeza, arhidiakona pri Santa Maria in Cosmedin. 

Volišče je bilo torej blizu papeške palače Janeza VII., na vznožju Palatina, in sredi utrdb rodbine, ki je dolgo bila zvesta Svetemu sedežu. Veljalo je za najvarnejše, toda kmalu se je izkazalo za najslabše možno izbiro. Ko se je razvedelo, da je – sicer nerad – postal papež Janez Gaetski kot Gelazij II., je Cencij Frangipane – ali delujoč po željah cesarja Henrika V., ali so ga – kar je še bolj verjetno – nagnili k temu osebni maščevalni nagibi – zbral drhal svojih privržencev in napadel samostan. Papeško stražo je zlahka obvladal in s truščem vlomil skozi cerkvena vrata. Z mečem v roki je plemiška baraba vdrl v sveto stabo, zgrabil starega papeža za vrat in ga vrgel na tla, ga tepel ter zbadal z ostrogami, da ga je hudo ranil; nato ga je vlekel za lase do svoje hiše ter ga zvezanega vrgel v eno od svojih ječ. Drugi navzoči prelati so jo skupili na podoben način. Ko so jih oropali in mučili na različne načine, so jih posadili ritensko na konje. 

Frangipanovo zmagoslavje pa je bilo kratkotrajno. Pod poveljstvom mestnega župana Petra, Pierleonea, Štefana Normana in drugih odličnikov, je milica dvanajstih okrožij, iz Trastevere in Otoka, odhitela po orožje, vdrla na Kapitol in zahtevala izročitev papeža. Frangipani – pogumni, kadar ni grozila nobena nevarnost – so se prestrašili. Vrgli so se na tla pred papeževe noge, ga prosili za odpuščanje, ga dobili, in spet hvalili Cerkev in njeno izbiro.

Komaj so papeža spustili, so ga posadili na belega konja, in mu na glavo postavili krono. Hkrati pa se je celo mesto okrasilo z venci, medtem ko se je papež v običajni slovesni procesiji pomikal mimo Koloseja proti  Lateranu, kjer so ga slovesno kronali.
 

### Protipapež Gregor VIII.
Za časa svojega papeževanja je imel Gelazij hude težave s protipapežem, ki je imel podporo v svetorimskem cesarju Henriku V..
Ko je zvedel za volitve, je sredi noči vdrl s svojo vojsko v Rim  svetorimski cesar  Henrik. Gelazijevo izvolitev je razglasil za neveljavno in postavil brez volitev za protipapeža svojega ubogljivega služabnika; braškega nadškofa Mavricija Burdina (Mauritius Burdinus). 8. marca 1118 ga je postavi za papeža z imenom Gregor VIII. in mu ukazal, naj ga krona, kar je on rad storil 7. aprila 1118 kar trikrat zapored. Henrik je po njegovih lastnih besedal »ravnal s papeži prav tako kot s svojim očetom«. Zgodovina pa ravno ne hvali preveč njegovega ravnanja z očetom.
Gregorja VIII. sta za papeža priznavali le Nemčija in Anglija. Po dveh letih se je cesar odvrnil od njega, 1121 pa ga je izobčil tudi Kalist II.. V sramotilnem sprevodu so ga iz Sutrija privedli v Rim, kjer so ga vrgli v ječo. Zadnjič ga viri omenjajo leta 1137.

### Zakoniti papež kot begunec
Za mašniško in škofovsko posvečenje pa ni bilo več časa, ker se je bližal s svojo vojsko Rimu cesar. Gelazij se je po izvolitvi pred nasprotniki umaknil skupaj s kardinali z ladjo najprej v Ardeo, od koder je iznemoglega papeža stari kardinal Hugo  na svojih ramenih prenesel v varnejšo Gaeto, kjer je 10. marca 1118 prejel mašniško in škofovsko posvečenje. Izobčil je tudi cesarja in protipapeža. 
V začetku poletne vročine se je Henrik umaknil iz Rima, na kar se je Gelazij II. vrnil v večno mesto. Ko je pa v Lateranu prvič slovesno maševal, je Frangepani s svojimi oboroženimi ljudmi vdrl v cerkev in povzročil pravo krvoprelitje. 
Papež je srečno pobegnil v mašnem plašču na travnik in se zarekel, da se v »novi Babilon« ne bo nikoli več vrnil. Umaknil se je v Piso, nato prek Genove z ladjo na otok Korziko, kjer so takrat otočani obljubili rimskemu Svetemu sedežu zvestobo. Od tam je iskal staka s francoskim kraljem Ludvikom VI., ki ga je povabil v svoje kraljestvo. Francozi so ga sprejeli z vsemi častmi. Načrtoval je tudi sklicanje vesoljnega cerkvenega zbora v Reimsu, ki bi uredil zadeve v zvezi z investituro, kar pa so Francozi zavrnili s posmehom. 
:

## Smrt
V januarju 1118 je Gelazij še vodil sinodo, nakar je zaradi hudih naporov hudo zbolel za pljučnico. Ko je čutil, da se mu bliža smrt, je priporočil za svojega naslednika krepostnega praenestinskega  kardinala Kuna. 29. januarja 1119 umrl v Clunyju za vnetjem rebrne mrene (pleuritis). 

Pokopali so ga v klinijski opatijski ]] cerkvi.
Njegov god obhajajo 29. januarja, na njegov smrtni dan.